# (39791) Jameshesser
(39791) Jameshesser (1997 PH4) – planetoida z pasa głównego asteroid okrążająca Słońce w ciągu 2,72 lat w średniej odległości 1,95 j.a. Odkryta 13 sierpnia 1997 roku.